# Lijst van metalcorebands
Hieronder staat een alfabetische lijst van metalcorebands met een artikel op de Nederlandstalige Wikipedia.

## 0-9
- 36 Crazyfists

## A
- A Hero A Fake
- The Acacia Strain
- Adept
- Age of Ruin
- The Agony Scene
- All Shall Perish
- All That Remains
- The Amity Affliction
- Architects
- Arkangel
- As I Lay Dying
- Asking Alexandria
- As We Fight
- Atreyu
- August Burns Red

## B
- Bad Omens
- Beartooth
- Betraying the Martyrs
- Bleed the Sky
- Bleeding Through
- Blessthefall
- Born from Pain
- Born of Osiris
- Breakdown of Sanity
- Bring Me the Horizon
- Bullet for My Valentine
- Buried in Verona
- Bury Tomorrow

## C
- Caliban
- The Charm The Fury
- Chimaira
- The Color Morale
- Crossfaith
- Crown the Empire
- Currents

## D
- Dayseeker
- Deadlock
- Death by Stereo
- The Devil Wears Prada
- Devious
- The Dillinger Escape Plan
- Dir En Grey
- Drain Life

## E
- Earth Crisis
- Electric Callboy
- Evergreen Terrace
- Every Time I Die
- Everyone Dies in Utah

## F
- Famous Last Words
- Fear, and Loathing in Las Vegas
- Fear Before the March of Flames
- For I Am King

## G
- Get Scared
- The Ghost Inside
- Ghost Key
- God Forbid
- Greeley Estates

## H
- Haste the Day
- HAWK
- Himsa
- Hatebreed
- Hollow Front

## I
- I Killed the Prom Queen
- I Prevail
- I See Stars
- Ice Nine Kills
- Imminence
- Instil
- In Fear and Faith
- In This Moment
- In Hearts Wake
- Invent, Animate

## K
- Killswitch Engage
- Kingdom of Giants

## L
- Lamb of God
- Landmvrks
- Like Moths to Flames

## M
- Memphis May Fire
- Misery Signals
- Miss May I
- Morda
- Motionless in White

## N
- Narziss
- Nights Like These
- Norma Jean
- Northern Ghost
- Northlane
- The Number Twelve Looks Like You

## O
- Oceans Ate Alaska
- Of Mice & Men
- On the Last Day
- Our Hollow, Our Home

## P
- Parkway Drive
- PenKnifeLoveLife
- Phinehas
- The Plot in You
- Poison the Well
- Polaris

## R
- Remembering Never
- Rise to Remain

## S
- Scars of Tomorrow
- The Setup
- Shadows Fall
- Sparkle of Hope
- Spoil Engine
- Suicide Silence

## T
- Texas in July
- Thy Art Is Murder
- Twelve Tribes

## U
- Unearth
- Underoath
- Upon a Burning Body

## V
- Vanna
- VCTMS
- Veil of Maya
- Villain of the Story

## W
- Walls of Jericho
- We Came as Romans
- While She Sleeps
- Woe, Is Me
- The Word Alive
- Wolves at the Gate

## Z
- Zao